# Saint-Langis-lès-Mortagne
Saint-Langis-lès-Mortagne – miejscowość i gmina we Francji, w regionie Normandia, w departamencie Orne.
Według danych na rok 1990 gminę zamieszkiwało 888 osób, a gęstość zaludnienia wynosiła 70 osób/km² (wśród 1815 gmin Dolnej Normandii Saint-Langis-lès-Mortagne plasuje się na 254. miejscu pod względem liczby ludności, natomiast pod względem powierzchni na miejscu 346.).